# Castroreale
Castroreale ist eine italienische Gemeinde in der Metropolitanstadt Messina in der Autonomen Region Sizilien mit 2266 Einwohnern (Stand 31. Dezember 2023) und ist Mitglied der Vereinigung I borghi più belli d’Italia (Die schönsten Orte Italiens).

## Lage und Daten
Castroreale liegt 51 Kilometer westlich von Messina. Die Einwohner leben hauptsächlich von der Landwirtschaft und von der Viehzucht. Der Ort Castroreale Terme gehört zur Gemeinde Terme Vigliatore nicht zur Gemeinde Castroreale.
Die Nachbargemeinden sind Antillo, Barcellona Pozzo di Gotto, Casalvecchio Siculo, Rodì Milici, Santa Lucia del Mela und Terme Vigliatore.

## Geschichte
Bereits die Araber errichteten eine Festung an der Stelle von Castoreale. Friedrich II. baute diese Festung aus.

## Sehenswürdigkeiten
- Turm des Kastells aus dem Jahre 1324
- Pfarrkirche, diese ist der Maria Assunata geweiht
- Kirche Santa Maria delle Grazie
- Kirche Santa Marina aus dem 16. Jahrhundert
- Sant’Agata aus dem 15. Jahrhundert, im Inneren sind schöne Skulpturen zu sehen
- Oratorio di San Filippo, Sitz des Städtischen Museums
- Kirche SS.Salvatore

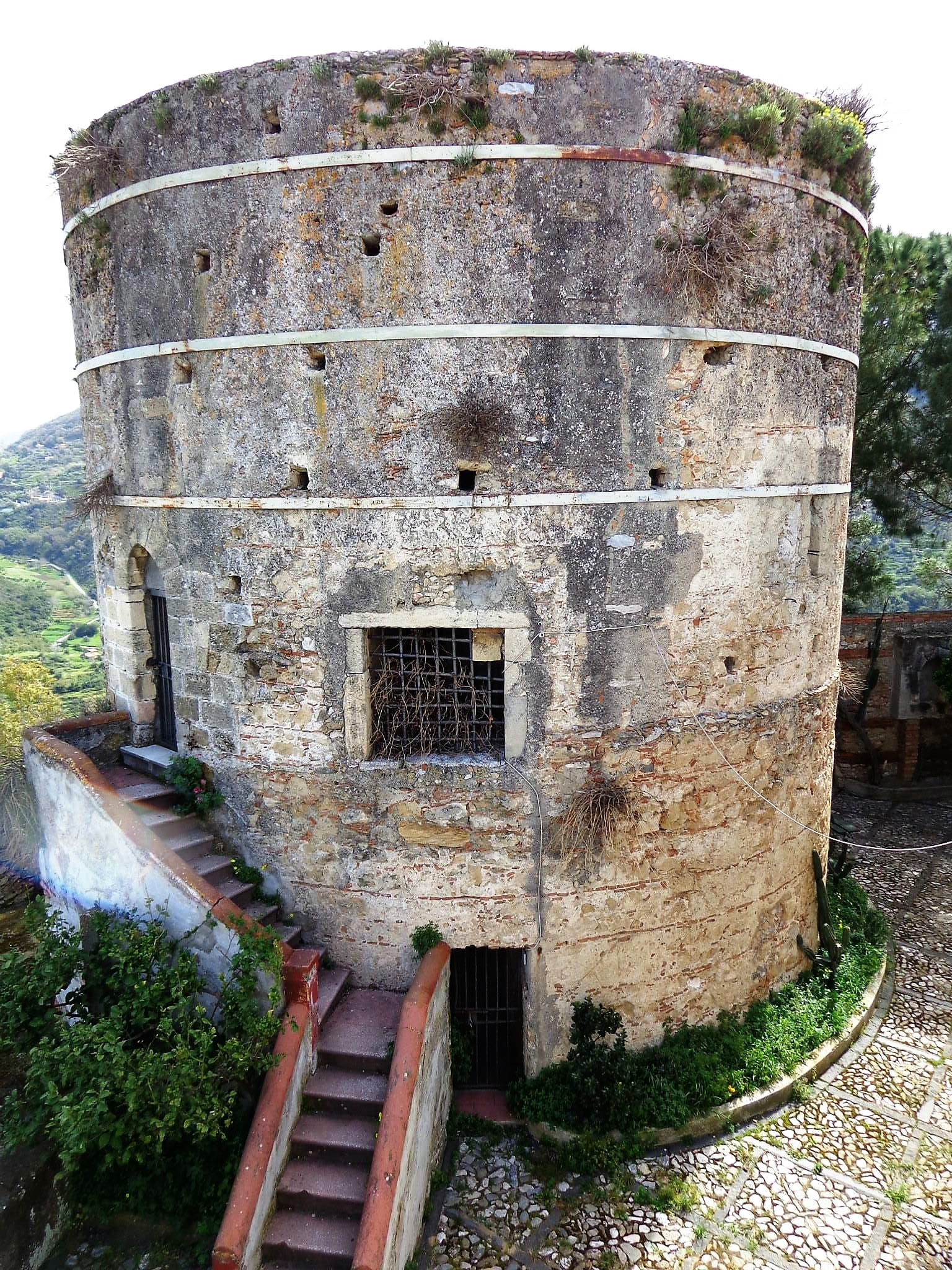
Torre
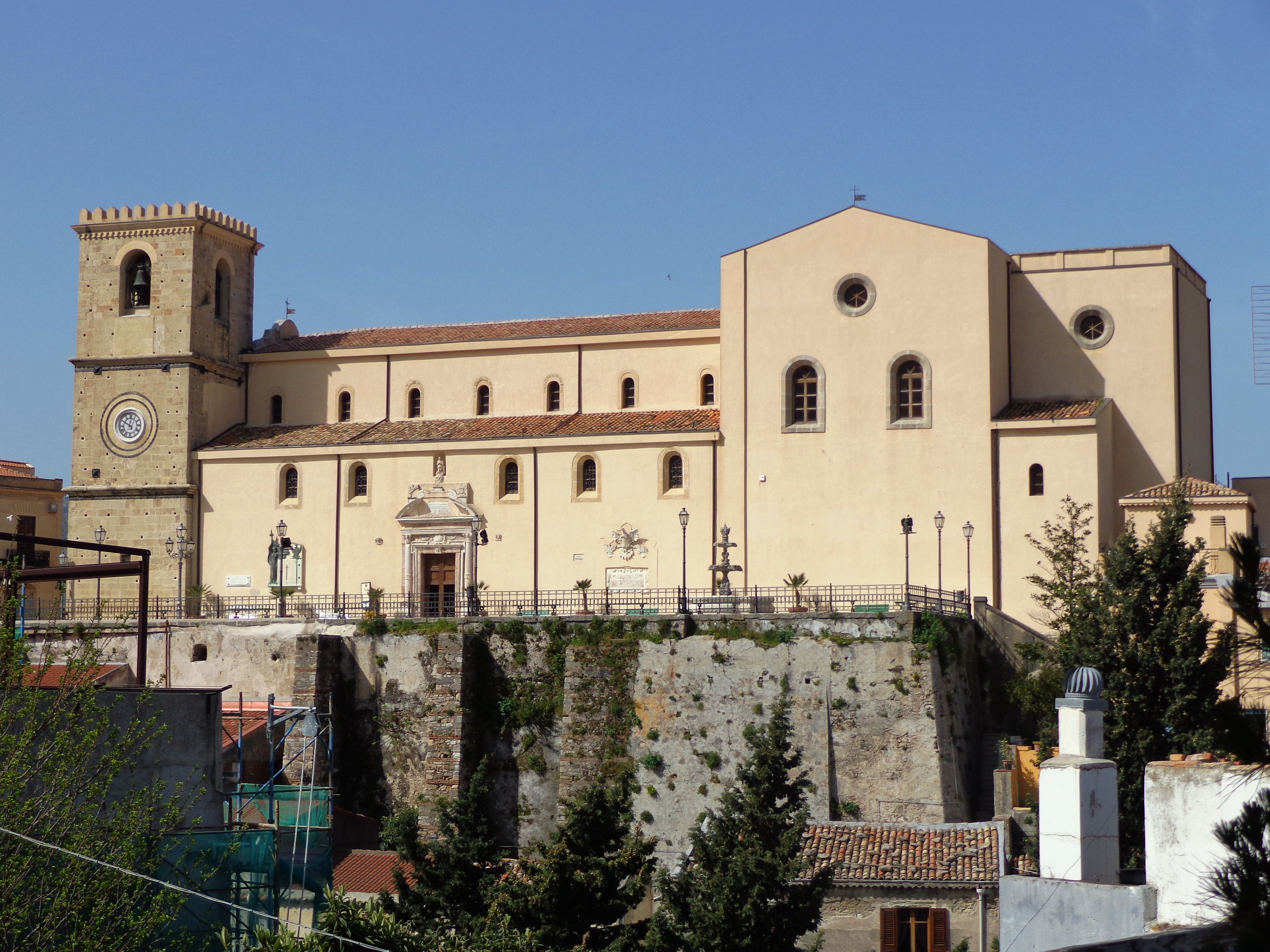
Blick zum Dom S. Maria Assunta
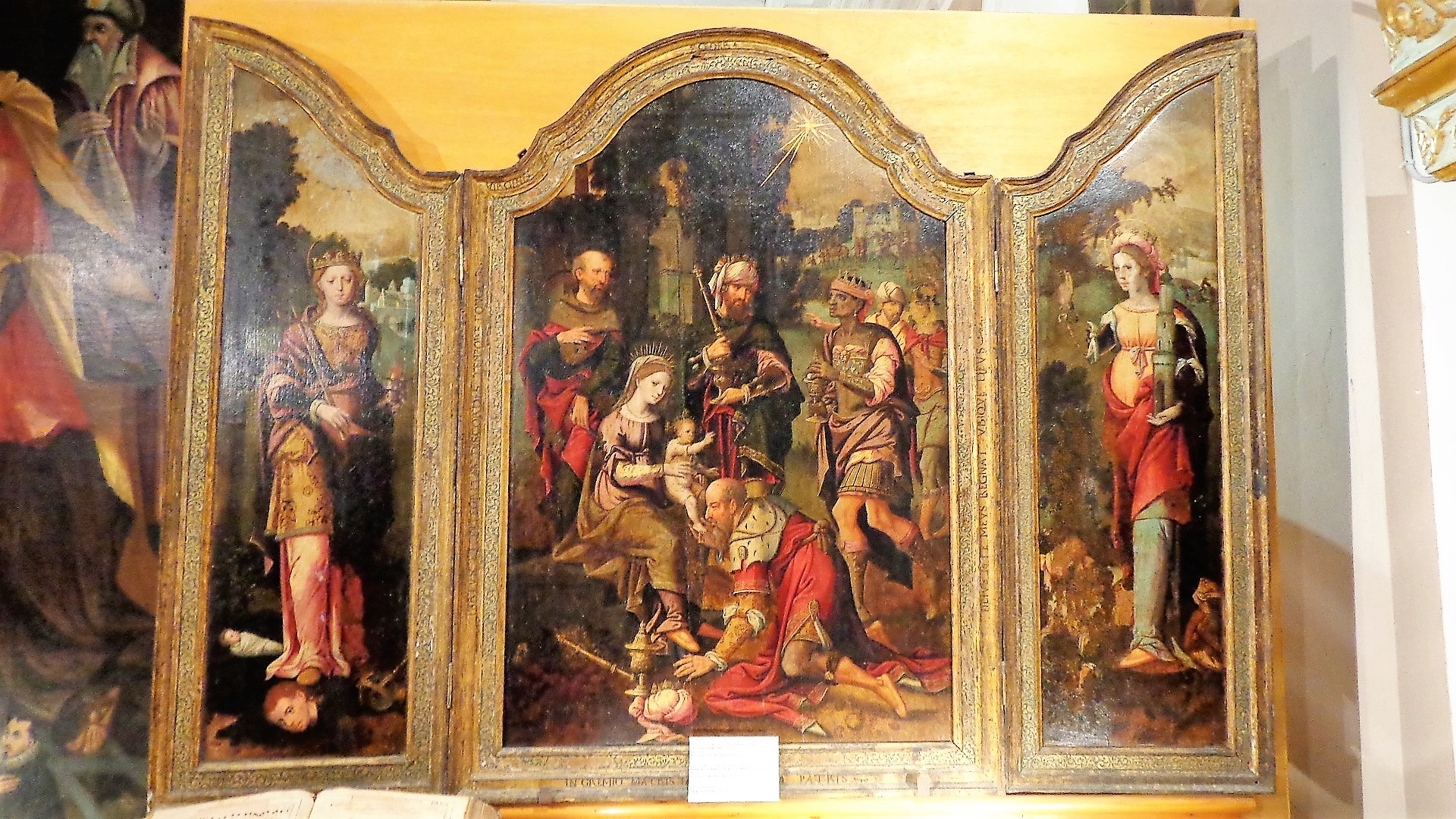
Triptychon, Pinacoteca di Santa Maria degli Angeli
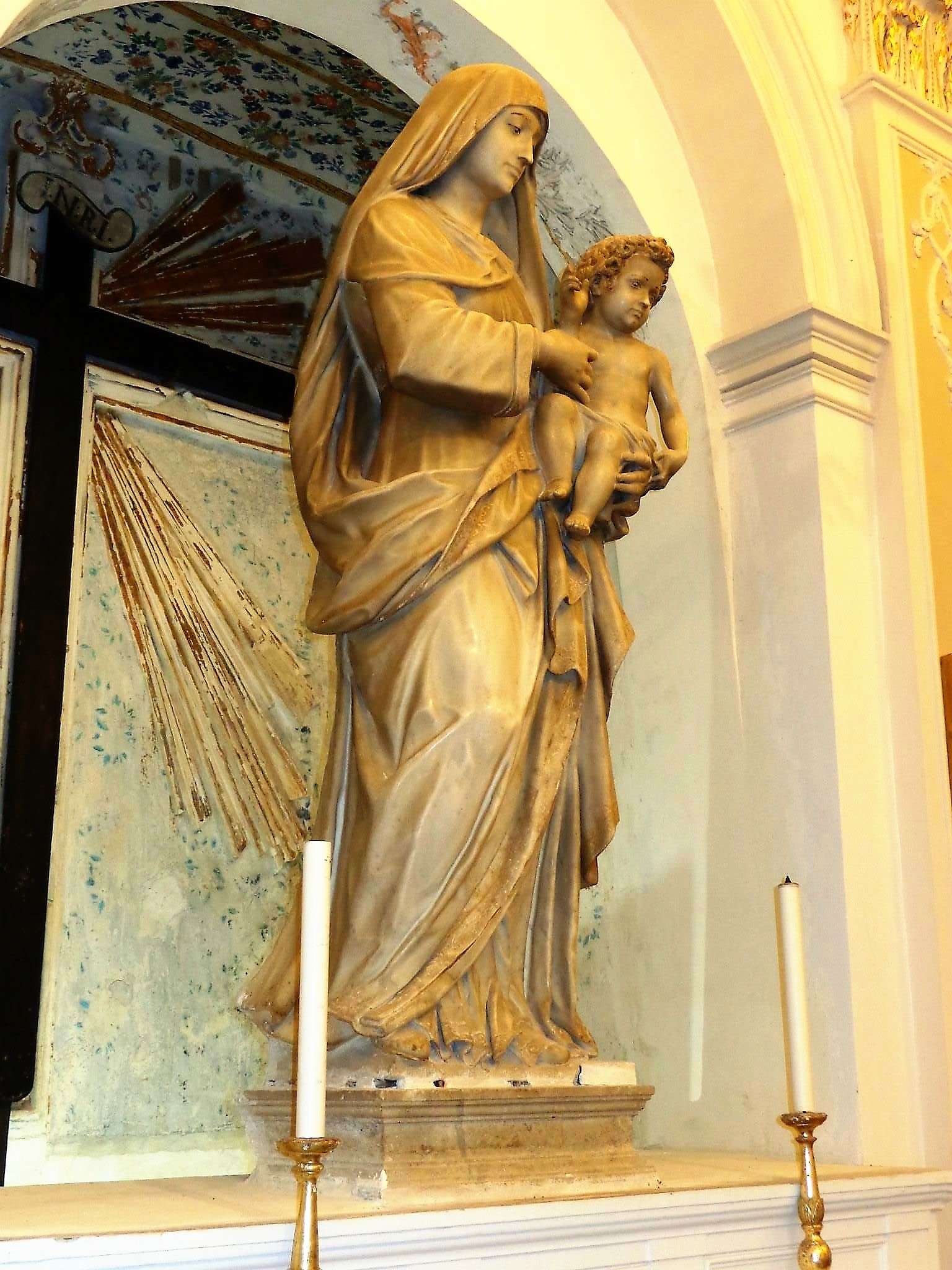
Skulptur von Naccherino in der Chiesa di Sant’Agata
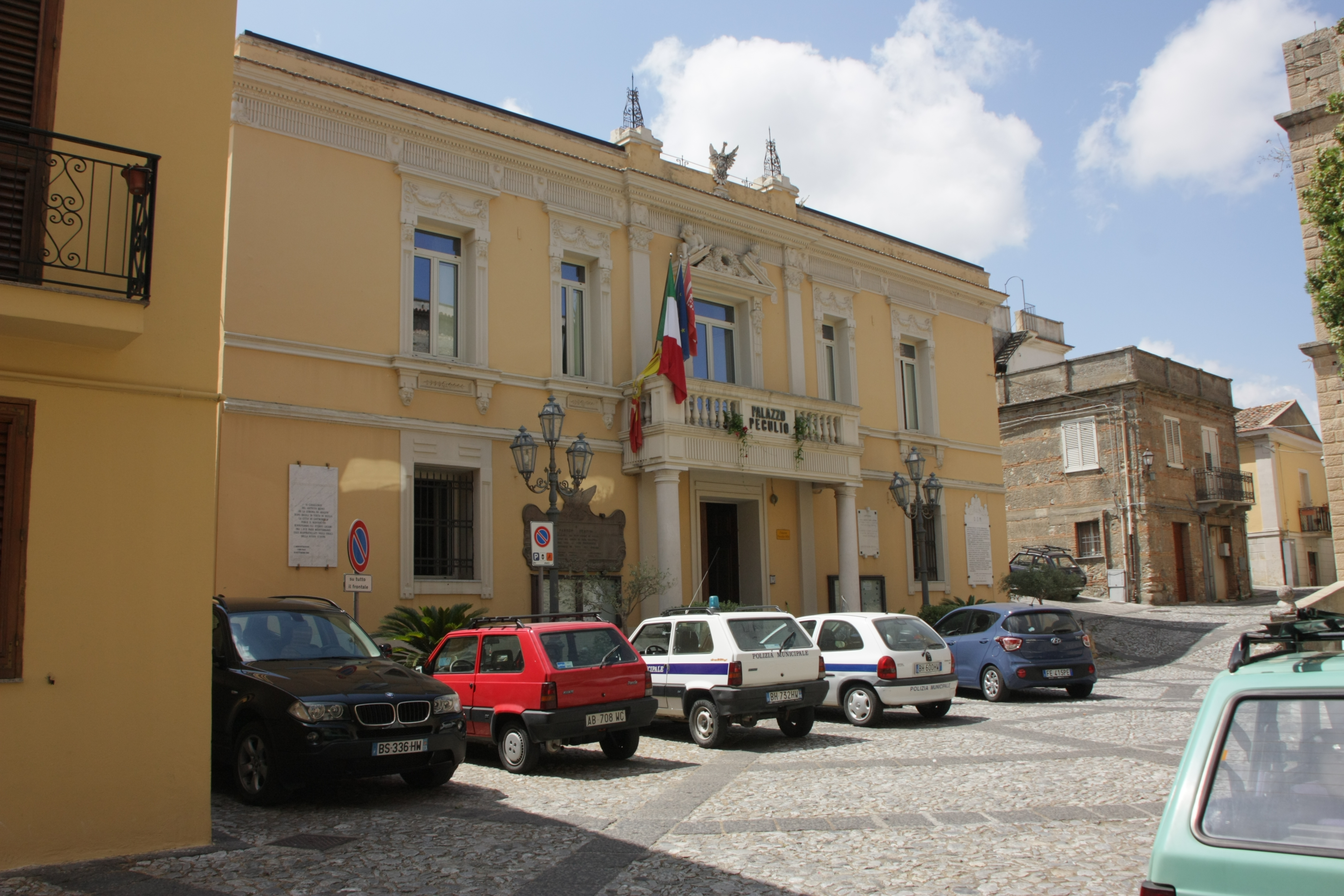
Palazzo Peculio
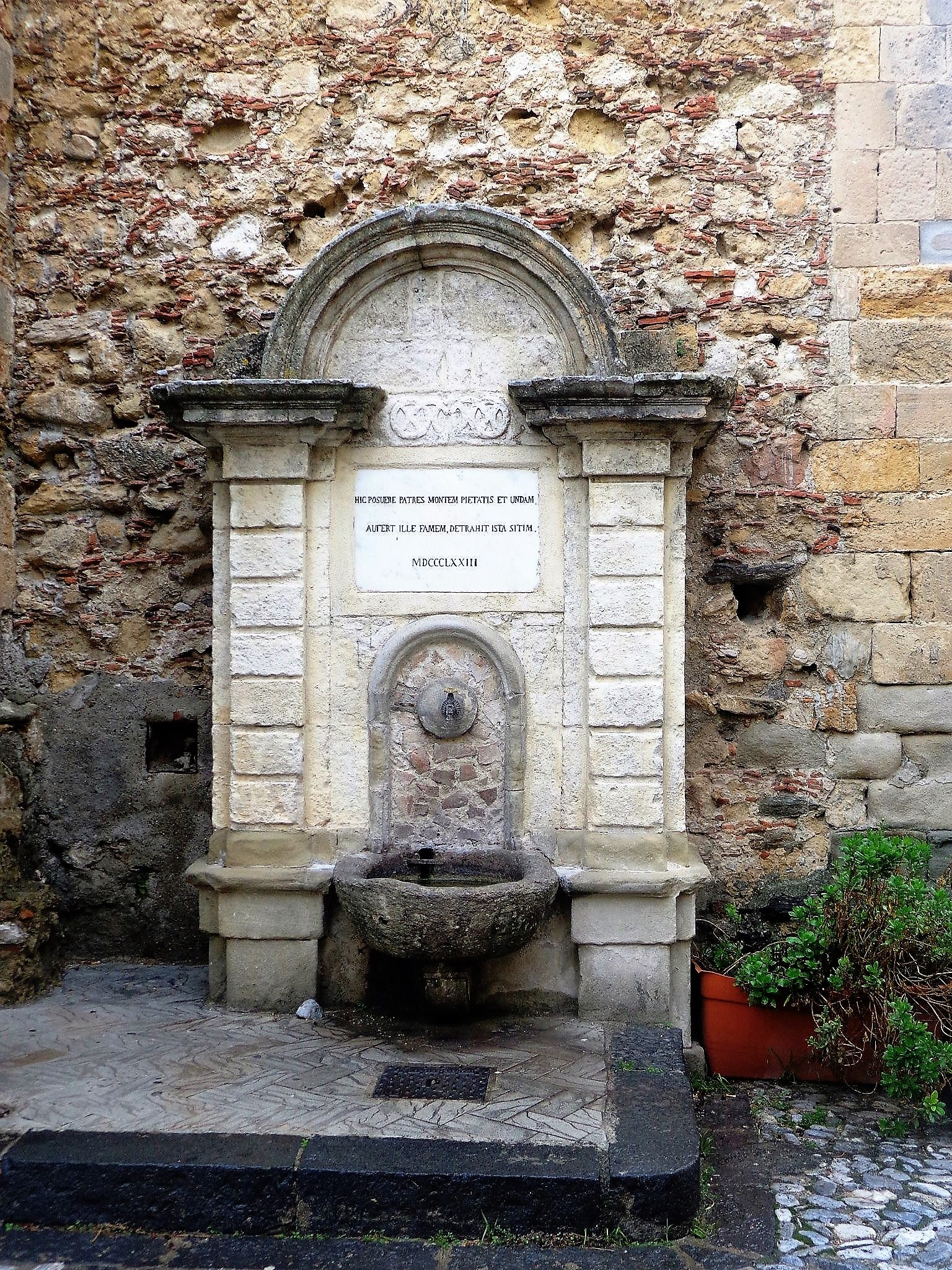
Fontana di Piazza Peculio
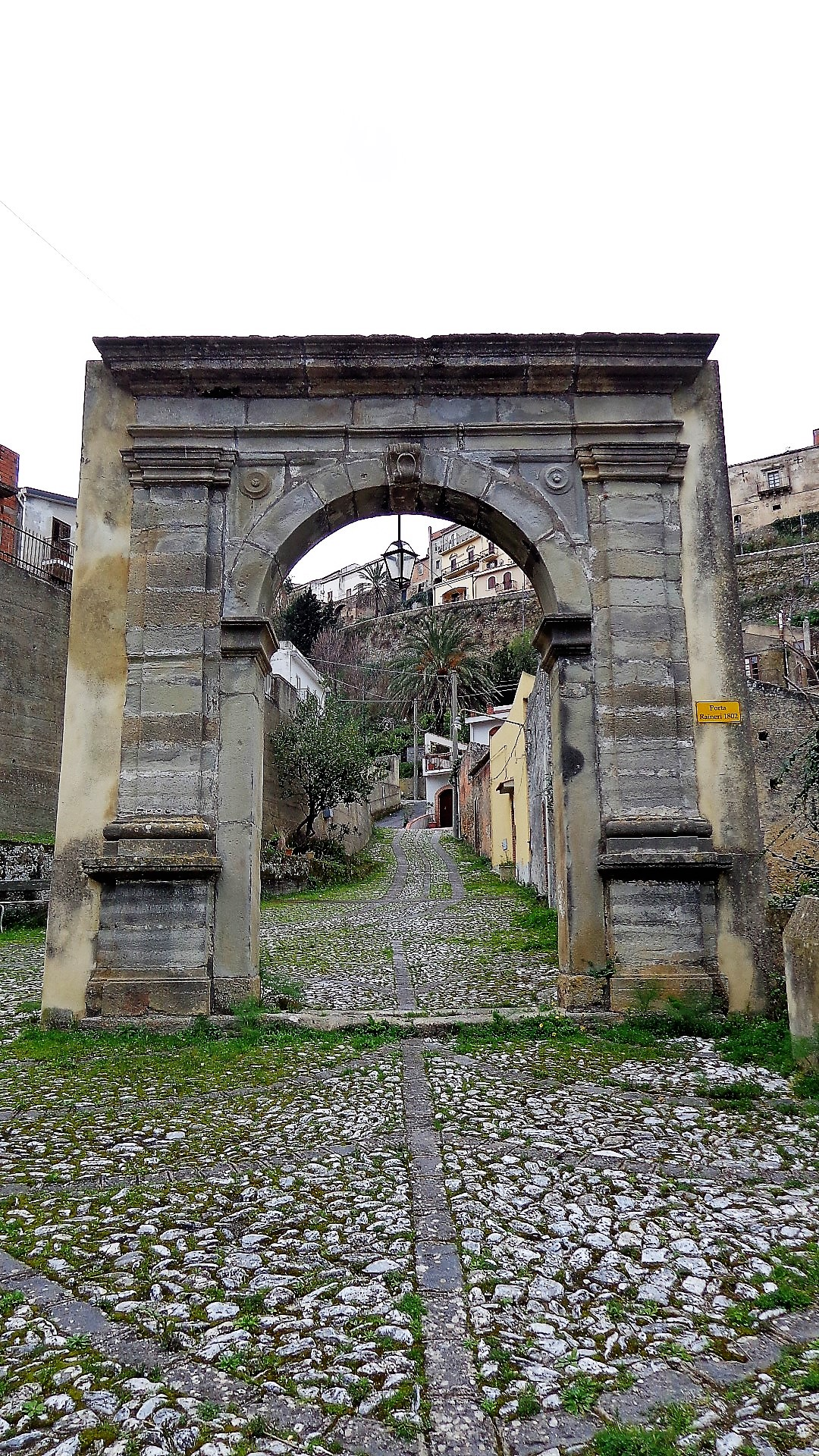
Porta Ranieri

## Persönlichkeiten aus Castroreale
- Antonino Borzì (1852–1921), Botaniker
- Alessio Bombaci (1914–1979), Orientalist und Turkologe